# 라세 쇠네
라세 쇠네(덴마크어: Lasse Schöne, 1986년 5월 27일 ~ )는 덴마크의 전 축구 선수로, 현역 시절 포지션은 미드필더였다. 과거 덴마크 축구 국가대표팀에서 활약한 바 있다.